# Belita Koiller
Belita Koiller est une physicienne et professeure de physique (à l'Institut de physique, de l'université fédérale de Rio de Janeiro) brésilienne. Théoricienne de la matière condensée, elle a contribué à la compréhension des propriétés des solides désordonnés, des chaînes particulièrement désordonnées et des alliages semi-conducteurs. Plus récemment, elle s'est intéressée au contrôle de quantum de chaque spin électronique en particulier et de charge dans les semi-conducteurs, visant à des applications en information de quantas et en informatique quantique.

## Carrière
En 1975, Belita Koiller termine son doctorat en théorie de la physique de la matière condensée à l'Université de Californie-Berkeley,  sous la direction de Leo Falicov. Puis elle  retourne au Brésil et rejoint le département de physique de la Pontificia Universidade Católica do Rio de Janeiro. Elle est nommée Professeure Titulaire en 1992 et en 1994, elle s'installe à l'Institut de physique à l'Universidade Federal do Rio de Janeiro.
Elle est élue trois fois consécutives comme conseiller général de la Société brésilienne de physique (Brazilian Physical Society) pour des périodes de 4 ans à partir de 1993, 1999 et 2005. 
À partir de 1994, elle sert 3 ans, en tant que membre de l'ICSU, comité sur le renforcement des capacités pour la science. Elle est membre du comité exécutif du Réseau international des droits humains des Académies et des Sociétés savantes (Executive Committee of the International Human Rights Network of Academies and Scholarly Societies) depuis 2005. En 2008, elle est devenue membre  de la Commission sur les semi-conducteursde l'UIPPA. En 2009, elle est élue conseillère internationale du conseil la Société américaine de physique (American physical Society) pour deux ans. En 2010, elle est élue membre de l'Académie Mondiale des Sciences (TWAS - The World Academy of Sciences). Depuis 2013, elle est la vice-présidente de la Société de physique brésilienne (Brazilian Physical Society).
Depuis 2010, elle a été rédactrice en chef adjointe de la Revue de physique appliquée. Elle a été rédactrice de la Brésilienne, Journal de Physique, en 1990-1991.
Elle a participé à l'organisation de nombreuses conférences internationales. Elle a présidé la 29e conférence internationale sur la physique des semi-conducteurs, de l'UIPPA qui s'est tenue à Rio de Janeiro en 2008.

## Recherche
Encore doctorante, Belita Koiller a étudié les propriétés électroniques des oxydes de métaux de transition. Plus tard, elle fait des publications contributives, y compris dans la description des collisions atome-électron en champ laser, la structure électronique des chaînes  désordonnées– y compris l'approche de groupe de renormalisation  appliquée à la théorie de la densité  d'états, les défauts dans les halogénures alcalins, l'organisation magnétique dans le cyanure de potassium, les atomes d'hydrogène et les molécules dans des champs magnétiques, la dynamique de magnon des matériaux  magnétiques désordonnés, les propriétés électroniques et élastiques des alliages semi-conducteurs, des systèmes partiellement ordonnés, des super- réseaux semi conducteurs de Fibonacci  et ordonnés, la théorie de transitions multiphotoniques  dans des cristaux, le mouvement aléatoire dans les réseaux, le chaos induit par laser dans les systèmes uni- dimensionnels et de la description de liaisons fortes des  surfaces des semi-conducteurs.
À partir de 2001, elle a travaillé (et travaille toujours) intensément sur des applications ponctuelles  resserrées  en information quantique. Certains de ses résultats comprennent le rôle complexe de la vallée de l'interférence dans le spin de couplage de paires de bailleurs de fonds dans le silicium et les mécanismes de contrôle de la vallée de degré de liberté dans le silicium,.

## Distinctions
Belita Koiller obtient un poste à la  Guggenheim Fellowship en 1981, et quatre ans plus tard, elle devient  un membre à part entière du Conseil National Brésilien de la Recherche. En 1995, elle est la première femme à entrer à la division des physiciens de l'Académie Brésilienne des Sciences. En 2002, le président du Brésil l'élève au grade de Commandeur de l'Ordre National du Mérite Scientifique (Comendador da Ordem Nacional do Mérito Científico) puis, en 2010, elle devient Grand Croix de l'Ordre National du Mérite Scientifique (Grã Cruz da Ordem Nacional do Mérito Científico). Belita Koiller a été nommée lauréate pour Femmes et Sciences de la Fondation l'Oréal à l'UNESCO 2005. Elle est Conseillère Internationale de  la Société Américaine de Physiq u( American Physical Society)